# Піньєл
Піньє́л (порт. Pinhel; МФА: [pi.ˈɲɛɫ]) — муніципалітет і місто в Португалії, в окрузі Гуарда. Розташований у східній частині країни, на теренах історичної португальської провінції Бейра. Належить до Гуардської діоцезії Католицької церкви в Португалії. Права міського самоврядування має з 1209 року. Поділяється на 18 парафій. За адміністративним поділом, чинним до 1976 року, був складовою провінції Верхня Бейра. Площа муніципалітету — 484,52 км², населення муніципалітету — 9627 ос. (2011); густота населення — 19,87 осіб/км²
. Патрон — Діва Марія. Святковий день муніципалітету — 25 серпня. Поштовий індекс — 6400.  Код місцевої адміністративної одиниці — 0910. Складова статистичного регіону Центр.

## Географія
Піньєл розташований на північному сході Португалії, в центрі округу Гуарда.
Піньєл межує на півночі з муніципалітетом Віла-Нова-де-Фош-Коа, на північному сході — з муніципалітетом Фігейра-де-Каштелу-Родригу, на сході — з муніципалітетом Алмейда, на півдні — з муніципалітетом Гуарда, на заході — з муніципалітетами Селоріку-да-Бейра, Транкозу і Меда.

## Історія
1209 року португальський король Саншу I надав Піньєлу форал, яким визнав за поселенням статус містечка та муніципальні самоврядні права.

## Населення
| Кількість мешканців | Кількість мешканців | Кількість мешканців | Кількість мешканців | Кількість мешканців | Кількість мешканців | Кількість мешканців | Кількість мешканців | Кількість мешканців | Кількість мешканців | Кількість мешканців | Кількість мешканців | Кількість мешканців | Кількість мешканців | Кількість мешканців |
| ------------------- | ------------------- | ------------------- | ------------------- | ------------------- | ------------------- | ------------------- | ------------------- | ------------------- | ------------------- | ------------------- | ------------------- | ------------------- | ------------------- | ------------------- |
| 1864                | 1878                | 1890                | 1900                | 1911                | 1920                | 1930                | 1940                | 1950                | 1960                | 1970                | 1981                | 1991                | 2001                | 2011                |
| 16 218              | 17 481              | 18 643              | 18 774              | 19 858              | 18 139              | 18 420              | 20 688              | 22 270              | 20 293              | 14 375              | 14 328              | 12 693              | 10 954              | 9 627               |

## Уродженці
- Хосе Діас Коельо (1923—1961) — португальський скульптор.